# Umiujaq

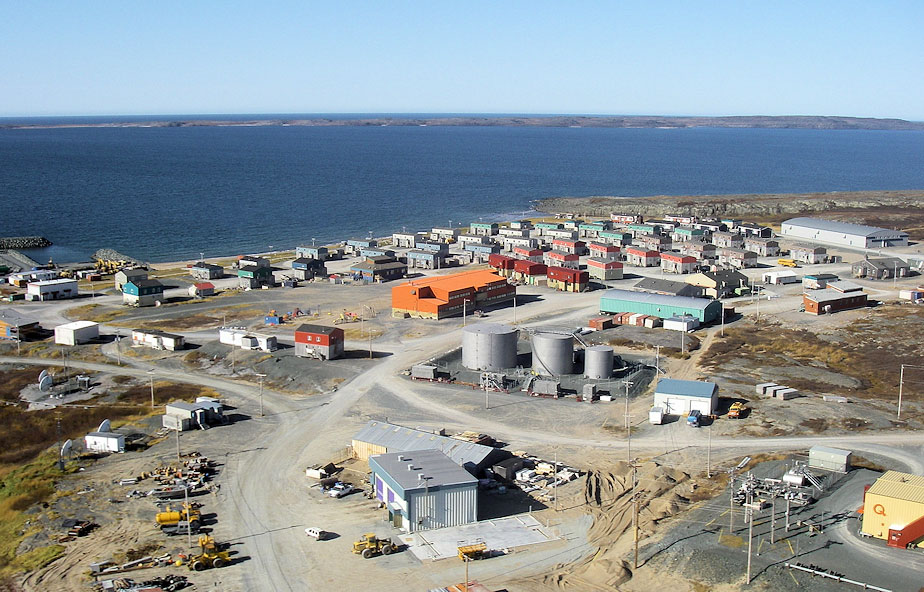
Panorama Umijaq

Umiujaq – inuicka wioska w Nunavik w północnym Quebecu (Kanada). Znajduje się w administracji regionalnej Kativik w regionie administracyjnym Nord-du-Québec. Wioska została założona w 1986 roku przez Inuitów z Kuujjuarapik, osady znajdującej się 160 km na południe, którzy zdecydowali się przenieść na skutek planów budowy elektrowni wodnej w tamtym regionie.. Wioska jest dostępna drogą lotniczą a w niektórych miesiącach również drogą wodną. 
Stolica podregionu Kativik.
Nazwa osady oznacza "która przypomina łódź". Osada znajduje się bowiem u stóp wzgórza przypominającego odwróconą łódź inuicką, Umiak.

## Historia
W klauzuli Porozumienia Zatoki Jamesa i Północnego Quebecu z 1975 roku, uzgodniono, że Inuici z Kuujjuarapik otrzymają nową osadę na terenie który nie zostanie zmieniony wskutek budowy elektrowni wodnej. W wyniku referendum z 1982 roku Inuici opowiedzieli się za stworzeniem nowej osady, gdzie będą mogli prowadzić tradycyjny styl życia na obszarze w którym ilość ryb i zwierzyny nie zostanie zmieniona na skutek budowy elektrowni. Budowa nowej wioski została ukończona w 1986 roku.